# Сімаківка
Сімакі́вка — село в Україні, в Звягельському районі Житомирської області. Населення становить 569 осіб.

## Історія
У 1906 році село Емільчинської волості Новоград-Волинського повіту Волинської губернії. Відстань від повітового міста 60 версти, від волості 18. Дворів 159, мешканців 899.
На  Військово-топографічній 3-х верстовій карті 1860-90 рр. (ряд ХХІ лист 6) позначена як Сюмаковка. За гіпотезою українського мовознавця проф. К. М. Тищенка назва походить від старогрецького σύμμαχος (sýmmachos) - союзник.

## Населення

### Мова
Розподіл населення за рідною мовою за даними перепису 2001 року:
| Мова       | Відсоток |
| ---------- | -------- |
| українська | 99,12%   |
| російська  | 0,88%    |

## Географія
На північно-західній околиці села бере свій початок річка Радич. У межах села є ставок № 1 площею водного дзеркала 30, 04 га.

## Назви вулиць
Історичні назви вулиць: Лукаші, Вереси, Баскацька, Сичі, Посьолок.
На території земель села два стави. Село розташоване приблизно на рівній відстані від міст Звягель та Коростень.

## Відомі люди
У селі народився філософ Саух Петро Юрійович.